# لی مین جه
لی مین جه (کره‌ای: 이민재؛ زادهٔ ۲۰۰۰) بازیگر اهل کره جنوبی است. او بیشتر به خاطر ایفای نقش در قطار (۲۰۲۰) و دوره فشرده عاشقانه (۲۰۲۳) شناخته می‌شود.

## اوایل زندگی
لی مین جه زادهٔ سال ۲۰۰۰ در کره جنوبی است. او از دپارتمان تئاتر دانشگاه چونگ آنگ فارغ‌التحصیل شده است.

## فیلم‌شناسی

### مجموعه تلویزیونی
| سال  | عنوان                 | نقش                | منابع  |
| ---- | --------------------- | ------------------ | ------ |
| ۲۰۲۰ | قطار                  | سو دو وون (جوانی)  | [ ۴ ]  |
| ۲۰۲۰ | داستان عشق خانگی      | وو جونگ هو (جوانی) | [ ۵ ]  |
| ۲۰۲۱ | بوسام: سرنوشت را بدزد | شاهزاده نونگ‌یانگ   | [ ۶ ]  |
| ۲۰۲۲ | لاو آل پلی            | ادن                | [ ۷ ]  |
| ۲۰۲۲ | شکار                  | هیون مین           | [ ۸ ]  |
| ۲۰۲۲ | قاشق طلایی            | کوان مین هو        | [ ۹ ]  |
| ۲۰۲۲ | تشویق کن              | دو جه یی           | [ ۱۰ ] |
| ۲۰۲۲ | ترولی                 | جین سونگ هو        | [ ۱۱ ] |
| ۲۰۲۳ | دوره فشرده عاشقانه    | سو گون هو          | [ ۱۲ ] |
| ۲۰۲۴ | پنهان                 | دو جین وو          | [ ۱۳ ] |